# Automotivo Bibi Fogosa
Automotivo Bibi Fogosa é uma canção da cantora brasileira Bibi Babydoll e do produtor sonoro DJ Brunin XM lançada em 19 de maio de 2023 via ONErpm. A canção contém muitos samples da canção "Can You Feel My Heart" de Bring Me the Horizon.

## Contexto
A canção "Automotivo Bibi Fogosa" segue o estilo musical brasileiro Funk proibidão.

## Desempenho comercial
"Automotivo Bibi Fogosa" estreou nas paradas em 19 de julho de 2023. A canção alcançou o primeiro lugar nas paradas musicais da Ucrânia durante a Guerra da Ucrânia. Dia 1 de agosto a música chegou a ser a trigésima terceira mais tocada na Arábia Saudita.
Em entrevista por telefone, Bibi Babydoll, cujo nome registrado é Beatriz Alcide Santos, diz que é cantora há 7 anos e ficou surpresa com o sucesso da faixa na Ucrânia.

## Vídeo de música
No dia 9 de julho de 2023, foi lançado o videoclipe da música "Automotivo Bibi Fogosa" no canal oficial da gravadora Love Funk no YouTube.

## Gráficos

### Gráficos semanais
| Gráfico (2023)          | Posição mais alta |
| ----------------------- | ----------------- |
| Brasil (Brasil Hot 100) | 75                |